# Кемп-Дуглас (Вісконсин)
Кемп-Дуглас (англ. Camp Douglas) — селище (англ. village) в США, в окрузі Джуно штату Вісконсин. Населення — 647 осіб (2020).

## Географія
Кемп-Дуглас розташований за координатами 43°55′11″ пн. ш. 90°16′11″ зх. д. / 43.91972° пн. ш. 90.26972° зх. д. (43.919672, -90.269758).  За даними Бюро перепису населення США в 2010 році селище мало площу 2,62 км², уся площа — суходіл.

## Демографія
Згідно з переписом 2010 року, у селищі мешкала 601 особа в 244 домогосподарствах у складі 161 родини. Густота населення становила 229 осіб/км².  Було 264 помешкання (101/км²).
Расовий склад населення:
| - 97,5 % — білих - 0,5 % — чорних або афроамериканців - 0,3 % — азіатів - 0,2 % — корінних американців |

До двох чи більше рас належало 1,0 %. Частка іспаномовних становила 0,8 % від усіх жителів.
За віковим діапазоном населення розподілялося таким чином: 27,1 % — особи молодші 18 років, 57,6 % — особи у віці 18—64 років, 15,3 % — особи у віці 65 років та старші. Медіана віку мешканця становила 36,3 року. На 100 осіб жіночої статі у селищі припадало 90,2 чоловіків;  на 100 жінок у віці від 18 років та старших — 88,8 чоловіків також старших 18 років.
Середній дохід на одне домашнє господарство  становив 45 427 доларів США (медіана — 36 563), а середній дохід на одну сім'ю — 53 373 долари (медіана — 53 958). Медіана доходів становила 40 000 доларів для чоловіків та 33 750 доларів для жінок. За межею бідності перебувало 14,3 % осіб, у тому числі 23,3 % дітей у віці до 18 років та 11,6 % осіб у віці 65 років та старших.
Цивільне працевлаштоване населення становило 272 особи. Основні галузі зайнятості: виробництво — 29,4 %, освіта, охорона здоров'я та соціальна допомога — 21,3 %, мистецтво, розваги та відпочинок — 16,5 %.